# Europeisk olm
Europeisk olm (Proteus anguinus), ofta bara olm, är ett stjärtgroddjur i familjen olmar (Proteidae). Djuret är den enda nu levande arten i släktet Proteus. Året 1956 hittades ett fossil som fick namnet Proteus bavaricus men fyndets taxonomiska status är omstridd.

## Beskrivning
Den europeiska olmen är opigmenterad, har tre skära eller röda fjäderliknande yttre gälar på varje sida och blir mellan 22 och 25 centimeter lång, i undantagsfall upp till 30 centimeter. Den har en långsträckt bål och korta ben med tre främre och två bakre tår. Ögonen, som är täckta av hud, är tillbakabildade (larven har fungerande ögon) men ljuskänsliga. Larven liknar det vuxna djuret, med undantag av att fensömmen sträcker sig från stjärten ett stycke upp på ryggen och att ögonen är synliga.
Det finns dock en underart, P. anguinus parkelj, som är pigmenterad och har fungerande ögon. Den blir också längre, upp till 40 centimeter.

### Sinnesorgan
I stället för synen använder arten andra organ för orientering och födosök; den har både kemoreceptorer och elektricitetskänsliga organ. Kemoreceptorerna är särskilt rikliga på huvudet, inte bara i mun- och näshåla (det jacobsonska organet är välutvecklat) utan även på huvudets sidor, vid gälarna. Även om ögonen börjar tillbakabildas när larven är omkring fyra månader gammal, fortsätter de att vara ljuskänsliga, något som även gäller för huden i stort.

## Utbredning
Arten finns i de Dinariska alperna, framför allt i södra Slovenien och i västligaste Kroatien (Istrien och österut), men också i nordostligaste Italien (den omedelbara gränszonen med Slovenien) och i Bosnien-Hercegovinas karstregioner.

## Vanor
Den europeiska olmen lever i underjordiska grottsjöar, där de främst lever i vatten med en temperatur av 5 °C till 15 °C. Underarten P. anguinus parkelj som enbart finns i ett mycket geografiskt begränsat område i södra Slovenien lever dock i varmare ytvatten.
Födan utgörs av små kräftdjur, insektslarver och snäckor. I en studie i Biolology Letters uppskattades den maximala livslängden till över 100 år, och livslängden för en genomsnittlig vuxen olm till 68,5 år. Arten avviker extremt från genomsnittet när det gäller förhållandet mellan kroppsmassa och livslängd för amfibier, med en längre livslängd än väntat för deras storlek.
Arten kan leva utan mat i flera år, i fångenskap upp till tio år.
Dess långsamma livsföring och process är kärnan i att den kan nå en hög livslängd och även leva utan mat såpass länge.

### Fortplantning
På grund av den europeiska olmens undanskymda levnadssätt är de flesta observationerna av dess beteende gjorda på djur i fångenskap. Under sådana förhållanden har man observerat att hanen bildar revir under parningstiden, som försvaras mot andra hanar. Leken består i diverse taktila, och förmodligen även olfaktoriska stimuli från hanens sida gentemot honan, som att han viftar vattenströmmar mot henne och berör hennes kloak med sin nos. Honan besvarar nosandet genom att i sin tur nosa på hanens kloak; hon följer därefter efter honom, och när han avsätter en spermatofor tar hon upp den med sin kloak. Efter 2 till 3 dagar börjar honan lägga ägg. Upp till 70 ägg kan produceras, som göms under klippor och vaktas av honan. Äggens utveckling är beroende av vattentemperaturen: De kläcks efter 6 månader vid 8 °C, 4 månader vid 11 °C och 86 dagar vid 15 °C. Även larvutvecklingen är temperaturberoende; det finns ingen egentlig förvandling, men vid 10 °C kan det ta upp till 14 år innan arten blir könsmogen.

## Status
Den europeiska olmen är klassificerad som sårbar ("VU"), underklassificering "B2ab". Den är mycket känslig för vattnets kvalitet; aktiviteter som påverkar marken ovanför de underjordiska grottsystem där den lever, som bland annat turism och vattenföroreningar, är därför att anse som hot. Även vattenregleringar och vattenkraftsutnyttjande kan vara ogynnsamma för arten. Den är upptagen i EU:s habitatdirektiv, bilagor 2 och 4, upptagen i den slovenska rödlistan samt fridlyst i bland annat Slovenien, Kroatien och Italien.